# デジボク地球防衛軍2
『四角い地球に再びシカク現る!? デジボク地球防衛軍2 EARTH DEFENSE FORCE: WORLD BROTHERS』（しかくいちきゅうにふたたびシカクあらわる!? デジボクちきゅうぼうえいぐん2 アースディフェンスフォース ワールドブラザーズ）は、ユークスが開発しディースリー・パブリッシャーより発売されたゲームソフト。デジボク地球防衛軍の続編にあたる。
2024年5月23日にNintendo Switch、及びPlayStation 5とPlayStation 4で発売され、同年9月26日にPC版（Steam及びEpic Games Store）も発売された。

## 概要
本作はデジボク地球防衛軍の直接の続編にあたり、前作と世界観を共有している。
ナンバリングタイトルの最新作である地球防衛軍6の要素に加え、前作では扱われなかった地球防衛軍4.1 ウイングダイバー・ザ・シューターの要素も加わった。
システムに関しては、アビリティ枠が2つに増えムーブとサポートの2種を使い分けられるようになった。
Steam版とEGS版はオンラインクロスプレイに対応しており、SteamユーザーがEGSユーザーに招待やフレンド機能を使用する場合に限り、Epic Gamesアカウントを作成し、Steamアカウントと連携する必要がある。Epic Gamesアカウントがなくても、Steamユーザー同士のオンラインプレイは可能である。

## ストーリー
前作でダークレジオンの軍勢を退けた地球防衛軍（EDF）は、いつも通り四角い地球にやってくる侵略者と戦う日々を送っていた。EDFはいつも宇宙からの脅威と戦っており、常に空を警戒していた。しかし、今度は地球の内側から「ガイアーク」という巨人が現れ、地球を再びバラバラにしてしまう。
EDF地下基地ではEDF歩兵の姿をした謎の巨人兵が襲撃してきて、一部の兵士は孤立してしまう。主人公でありプレイヤーでもある「コマンダー」は戦術士官やオペレーターの補佐のもと、入隊して間もないミナトススムや道中で出会った記憶喪失のネオンといったブラザーたちを指揮しつつ、暫定的に新設された第7師団として各地を奔走する。

## 販売・購入特典
2024年5月17日から放映されたテレビCMではなかやまきんに君が起用された。四角い「地キューブ」を振り回したり、左右の胸筋を高速で動かす「筋肉ルーレット」を披露した。
各種プラットフォームごとにパッケージ版とダウンロード版が発売された。また、ダウンロード専用としてDLCのシーズンパスが付属するデラックスエディションが発売された。
パッケージ版の初回封入特典およびダウンロード版の早期購入特典としてキャラクター「本田広報官」、ダウンロード版の予約・プレオーダー特典としてキャラクター「姫川広報官」、ダウンロード版のデラックスエディション早期購入特典として「エアレイ先輩」が設定された。これらは地球防衛軍シリーズにおいて数々のプロモーションビデオに登場してきたキャラクターである。
複数の店舗特典が設定された。D3P WEB SHOPで購入した場合はキャラクター「双葉理保 14歳 ～夏～」とキャラクター「双葉理保 19歳 ～冬～」、GEOの場合は武器「リクルートデクスター」、Amazon.co.jpの場合は武器「リクルート殺虫スプレー」、ヨドバシカメラの場合は武器「リクルートローラーボム」、ビックカメラグループの場合は武器「リクルートダイナモブレード」、Joshinの場合は武器「リクルートソニックパイル」、エビテン（ebten）の場合は武器「リクルートリバーサー」、ワンダーグーの場合はレンジャー4アクリルフィギュアが付属した。
8月8日、クラウディッドレパードエンタテインメントはPlayStation Plus Deluxe加入者に向けて、アジア版の体験版プレイを2時間限定で解禁した。
9月26日に発売したPC版の早期購入特典として「本田広報官」と「姫川広報官」が付属する。期限は日本時間で2025年2月1日までである。

## ダウンロードコンテンツ
Switch版およびPS版では、発売日と同日に、ゲーム発売後に販売されるキャラクターや武器に加え、後に制作される追加ミッションパックを比較的低価格で揃えられるシーズンパスが販売された。DLC第1弾として、キャラ＆武器の『BRB「フリージャーレンジャー(EDF5)」参戦』、モデルチェンジとして『人類代表の警備員「レンジャー(EDF5)民間人」モデルチェンジ』、『空飛ぶ踊り子「ウイングダイバー(EDF5)民間人」モデルチェンジ』、『史上最強の技術者「エアレイダー(EDF5)民間人」モデルチェンジ』、『驚異の荷役作業員「フェンサー(EDF5)民間人」モデルチェンジ』、『心は錦「コロニストβ」モデルチェンジ』、『ヘルメット装着「コスモノーツβ」モデルチェンジ』が個別販売された。
2024年7月11日、DLC第2弾として、『待ったぞ「プロフェッサー」EDF6より特別参戦』、『市民を巻き込むな「大尉」EDF6より特別参戦』、『今回だけだ「中尉」EDF6より特別参戦』、モデルチェンジとして『人類優勢!?「ウイングダイバー(EDF6)新鋭」モデルチェンジ』、『人類優勢!?「エアレイダー(EDF6)新鋭」モデルチェンジ』、『人類優勢!?「フェンサー(EDF6)新鋭」モデルチェンジ』が販売された。加えて大型DLCとして『追加ミッションパック「ロボソラスvs.機械化軍団」』の販売が開始された。10種類以上の高難度ミッションを収録しており、本編ミッションの79～83にあたるアナザーストーリーが展開される。
9月26日、全プラットフォームで欧米版とPC版の発売を記念した追加DLCとして『直撃ダメージ大なロケラン「リクルートスティングレイ」(爆発)』と『射程は短いが強力「リクルートレーザーチェーンソー」(剛撃)』が無料で配信開始された。また、デラックスエディションの早期購入特典だった『待たせたな「エアレイ先輩」参戦』が有料DLCとして配信が開始された。
PC版では発売日と同日にDLC第1弾、11月14日にDLC第2弾および追加ミッションパックが配信開始された。

## 商品展開
2024年5月30日、D3P WEB SHOPにて「デジボク地球防衛軍 EARTH DEFENSE FORCE WORLD BROTHERS　サウンドトラック コレクション」が発売された。サントラにはダロガシスターのアクリルキーホルダーが付属した。
月刊コロコロコミック2024年8月号にて、漫画「デジボク地球防衛軍 EARTH DEFENSE FORCE　WORLD BROTHERS」の読み切りが掲載された。作者は庄司ひろのり。
2024年7月23日、ムック「別冊てれびげーむマガジン スペシャル デジボク地球防衛軍2 特集号」が発売され、一冊すべてが本作の特集となった。付録として「全員集合！！オールブラザー大図かん」と「超わかる！実きょう＆かい説DVD」が付属した。